# ノースウエスト航空6231便墜落事故
ノースウエスト航空6231便墜落事故（ノースウエストこうくう6231びんついらくじこ）は、1974年12月1日に発生した航空事故である。
ジョン・F・ケネディ国際空港発バッファロー国際空港行ノースウエスト・オリエント航空6231便（ボーイング727-251）が失速して墜落し、乗員3人全員が死亡した。対気速度計が着氷によって誤った数値を表示し、パイロットがそれにしたがって操縦した結果、失速した。着氷は、離陸前にピトー管の防氷装置を作動させなかったために起こった。
また、事故当日には別のボーイング727がアメリカ国内で墜落し、乗員乗客92人全員が死亡するという事故を起こしていた。

## 事故機
事故機のボーイング727-251（N274US）は、1969年に初飛行を行っており、3基のプラット・アンド・ホイットニー JT8D-7Bを搭載していた。

## 乗員
機長は、約9年間ノースウエスト航空に勤務しており、総飛行時間7,500時間のうちボーイング727では2,000時間ほど飛行していた。副操縦士は、ノースウエスト航空に約7年間勤務していた。総飛行時間は4,700時間ほどだったが、そのうちの2/3はセカンド・オフィサー（航空機関士）としてであった。ボーイング727での飛行時間は1,250時間ほどであった。うち46時間ほどがパイロットとしてで、残りの1,200時間は航空機関士としてだった。セカンド・オフィサーは、約6年間ノースウエスト航空で勤務しており、航空機関士としてボーイング727で1,600時間ほどの飛行経験があった。

## 事故の経緯
事故機は、吹雪のためにバッファローで立ち往生していたアメフトチームのボルチモア・コルツを運ぶためにチャーターされた機だった。
6231便はバッファローへの回送便で、19時14分にジョン・F・ケネディ国際空港を離陸した。16,000フィート (4,900 m)付近を上昇中に、速度が増加し始め、副操縦士が異常を察知した。23,000フィート (7,000 m)付近で対気速度が405ノット (750 km/h)になり、速度超過警報が作動した。機長は、誤報ではと考えたが、副操縦士は警報を信じた。10秒後に失速警報と共にスティックシェイカーが作動した。パイロットは混乱し、機首を引き上げ、機体は24,800フィート (7,600 m)まで上昇した後に、失速しスピン状態に陥った。19,700フィート (6,000 m)付近を降下中に、パイロットは緊急事態宣言をし、操縦不能であることを伝えた。管制官が「問題は何か」と聞くと「失速し12,000フィート (3,700 m)を切って降下している」と返答した。離陸から12分後の19時26分に、右主翼から地面に激突し墜落した。
機体は高度24,000フィート (7,300 m)からわずか83秒で標高1,090フィート (330 m)の地表に激突した。

## 事故原因

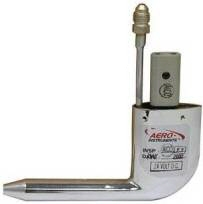
ピトー管の先端部

国家運輸安全委員会は1975年8月13日に、最終報告書を提出した。
調査官は、パイロットが離陸前にピトー管のヒーターを作動させなかったため、飛行中にピトー管が凍結し、誤った速度が対気速度計に表示された。対気速度計が正しいと判断したパイロット達は、それに基づいて問題を修正しようとし、機体を失速させた。ボーイング727には、機長席と副操縦士席に1つずつとFDR用に1つ、計3つの対気速度計があったが、ほぼ同時に3つとも凍結し、全て誤った速度を表示した。
NTSBは報告書で、
事故原因として、パイロットが速度の低下を認識できず、迎え角が高くなり、失速し回復操作も適切にできなかったため、機体の制御を失ったと述べた。失速は、ピトー管の凍結により、誤った速度が対気速度計に表示されたため
だとした。
調査官が、ボイスレコーダーを分析したところ、パイロットはスティックシェーカーの振動を速度超過により機体が振動していると思い込んでいたようだった。

### 安全勧告
NTSBは3つの安全勧告を発行した。内容は以下の通り。
- 飛行計器に誤作動が生じている可能性がある際の手順の設定、及び訓練への組み込み[11]。
- ピトー管の除氷装置が作動してないことを示す警告灯の設置[12]。
- ピトー管の除氷装置の作動に関する規則の改訂[13]。